# Doto ussi
Doto ussi is een slakkensoort uit de familie van de Dotidae. De wetenschappelijke naam van de soort is voor het eerst geldig gepubliceerd in 1982 door Ortea.